# Šanghajská organizace pro spolupráci
Šanghajská organizace pro spolupráci (zkráceně ŠOS; rusky Шанхайская организация сотрудничества, Šanhajskaja organizacija sotrudničestva (ШОС), čínsky 上海 合作 组织) je regionální mezivládní organizace, která byla založena 15. června 2001 představiteli Číny, Ruska, Kazachstánu, Tádžikistánu, Kyrgyzstánu a Uzbekistánu. S výjimkou Uzbekistánu byly všechny ostatní členské státy součástí Šanghajské pětky, organizace, která byla založena na základě podpisů smluv v letech 1996 a 1997 mezi Čínou, Kazachstánem, Kyrgyzstánem, Ruskem a Tádžikistánem o posílení důvěry ve vojenské oblasti a o snížení ozbrojených sil ve vzájemných příhraničních oblastech. Indie a Pákistán se plnohodnotnými členy ŠOS stali 9. června 2017 na summitu v Astaně, předtím měli pozorovatelský status.
Írán se stal plnohodnotným členem 4. července 2023 na 23. summitu pod předsednictvím Indie. Dříve měl pozorovatelský status. Bělorusko se stalo plnoprávným členem 4. června 2024 během konference hlav členských států v Astaně. Dříve mělo pozorovatelský status.
ŠOS není vojenská aliance (jako například NATO), ani otevřeným bezpečnostním fórem (jako například ASEAN), ale profiluje se do neutrální polohy. Hlavními cíli organizace byly vyhlášeny: posílení stability a bezpečnosti v širším prostoru, boj proti terorismu, separatismu a extremismu, boj proti obchodu s drogami, hospodářská spolupráce, partnerství v oblasti energetické, vědecké a kulturní spolupráce.
Pozorovatelský status má Mongolsko. Afghánistán, který měl dříve pozorovatelský status, není aktivní. Partnerský dialog pak se Šanghajskou organizací pro spolupráci vedou Arménie, Ázerbájdžán, Kambodža, Nepál, Srí Lanka a Turecko.